# Herslev (Fredericia Kommune)
 For alternative betydninger, se Herslev. (Se også artikler, som begynder med Herslev)
Herslev er en landsby i Sydjylland med 348 indbyggere  (2024).
Herslev er beliggende mellem Sønderjyske Motorvej og Østjyske Motorvej 11 kilometer vest for Fredericia og 6 kilometer nord for Taulov.
Byen tilhører Fredericia Kommune og er beliggende i Region Syddanmark.
Den hører til Herslev Sogn, og Herslev Kirke ligger i landsbyen.